# Autobahnkreuz Ulm/Elchingen
Das Autobahnkreuz Ulm/Elchingen (Abkürzung: AK Ulm/Elchingen; Kurzform: Kreuz Ulm/Elchingen) ist ein Autobahnkreuz in Bayern bei Neu-Ulm. Hier kreuzen sich die Bundesautobahn 8 (Saarland – Stuttgart – Bad Reichenhall) (Europastraße 52) und die Bundesautobahn 7 (Flensburg – Hannover – Kassel – Füssen) (Europastraße 43).

## Geographie
Das Kreuz liegt auf dem Gebiet der Gemeinde Elchingen. Die umliegenden Städte und Gemeinden sind Nersingen, Leipheim und Langenau. Es befindet sich etwa 60 km westlich von Augsburg, etwa 55 km nördlich von Memmingen und etwa 10 km nordöstlich von Ulm. Als wichtiger Verkehrsknotenpunkt verbindet es die A 7 (Dänemark – Österreich/Innsbruck) mit der A 8 (Luxemburg/Belgien – Österreich/Salzburg).
Das Autobahnkreuz Ulm/Elchingen trägt auf der A 7 die Anschlussstellennummer 120, auf der A 8 die Nummer 65.

## Ausbauzustand
Die A 8 ist in westlicher Richtung fünfstreifig, in östlicher Richtung sechsstreifig ausgebaut. Die A 7 verfügt über vier Fahrstreifen. Die beiden halbdirekten Rampen sind zweistreifig angelegt, alle restlichen Überleitungen sind einstreifig.
Das Kreuz ist in Kleeblattform angelegt.

## Verkehrsaufkommen
Das Kreuz wird täglich von rund 110.000 Fahrzeugen passiert.
| Zwischen …             | … und              | Durchschnittliche tägliche Verkehrsstärke | Anteil Schwerlastverkehr |
| ---------------------- | ------------------ | ----------------------------------------- | ------------------------ |
| AS Langenau (A 7)      | AK Ulm/Elchingen   | 45.900                                    | 15,7 %                   |
| AK Ulm/Elchingen       | AS Nersingen (A 7) | 52.300                                    | 12,8 %                   |
| AS Oberelchingen (A 8) | AK Ulm/Elchingen   | 65.800                                    | 16,4 %                   |
| AK Ulm/Elchingen       | AS Leipheim (A 8)  | 55.000                                    | 17,3 %                   |

## Geschichte
Im Rahmen einer archäologischen Grabung wurden beim Bau des Autobahnkreuzes im Winter 1975/76 Keramikscherben, Siedlungsstellen und Steingeräte entdeckt. Die Funde stammen unter anderem aus der linear- und der stichbandkeramischen Kultur, einem Zeitraum von etwa 4900 bis ungefähr 4000 v. Chr. Aus der mittleren Bronzezeit (um 1500 v. Chr.) und der frühen Eisenzeit (um 850 v. Chr.) wurden ein Backofen, ein Töpferofen sowie mehrere Kochstellen, Pfosten- und Abfallgruben freigelegt.